# Seelbach (Rhein-Lahn járás)
Seelbach település Németországban, Rajna-vidék-Pfalz tartományban. Lakosainak száma 421 fő (2023. december 31.).

## Népesség
A település népességének változása:
| Lakosok száma | 370  | 397  | 392  | 436  | 438  | 421  |
|               | 1975 | 2017 | 2019 | 2021 | 2022 | 2023 |